# Mários Hadjiandréou
Mários Hadjiandréou (en grec, Μάριος Χατζηανδρέου, né le 19 septembre 1962) est un athlète chypriote, spécialiste du triple saut.
Il remporte la médaille d'or lors des Jeux du Commonwealth et lors des Jeux méditerranéens, ce dernier titre avec un saut à 17,13 m, son record personnel. Il est porte-drapeau olympique à deux reprises, lors de ses deux participations.